# Sivi smrdljivec
Sivi smrdljivec (znanstveno ime Rhaphigaster nebulosa) je vrsta stenice iz družine ščitastih stenic, razširjena po Palearktiki, predvsem v Evropi. Je rastlinojeda vrsta, ki se prehranjuje s sesanjem rastlinskih sokov različnih vrst listavcev iz družin bukovk, rožnic in brezovk, zato jo je največkrat možno najti v gozdovih in parkih z okolico.
Je razmeroma velik predstavnik stenic, odrasle živali dosežejo velikost 14 do 16 mm v dolžino in so sivorjave barve s številnimi črnimi jamicami po vsem telesu. Tipalnici imata dve beli progi, prav tako je črno-belo progast rob zadka. Dve prepoznavni značilnosti sta naprej obrnjen trn, ki izrašča iz drugega člena zadka in sega med narastišča zadnjih dveh parov nog (taki trni so sicer značilnost ostrorobih stenic), ter črne pike na membranastem delu sprednjega para kril. Trebušna stran je svetlejše sive barve kot hrbtna. Po telesni zgradbi je podoben drugi evropski vrsti stenice, Dolycoris baccarum, še bolj pa invazivni marmorirani smrdljivki (Halyomorpha halys), ki nima trna na trebušni strani. Ko se počuti ogroženega, lahko izpusti smrdljiv vonj, po katerem je tudi dobil ime, sicer pa je nenevaren.
Sivega smrdljivca lahko jeseni pogosto opazimo v človekovih bivališčih, kamor se zateče prezimovat, v naravi pa pogosto prezimuje na zidovih, poraslih z bršljanom. V zadnjem času je očitno, da se območje njegove razširjenosti širi proti severu, verjetno zaradi globalnih podnebnih sprememb. Tako so ga leta 2002 prvič odkrili na Nizozemskem, kjer se je od takrat ustalil, leta 2010 pa tudi v Angliji.